# وقتی سموم بر تن یک ساق می‌وزید
وقتی سَموم بر تن یک ساق می‌وزید رمانی از خسرو حمزوی است که در سالِ ۱۳۷۱ منتشر شد.

## تاریخچه
رمان نوشتهٔ اواخرِ دههٔ ۱۳۵۰ است که نخستین بار در ۱۳۷۱ به پیشنهادِ سیما کوبان به وسیلهٔ انتشارات روشنگران منتشر شد و ویراستِ دوّمش را همین ناشر در ۱۳۸۶ منتشر کرد.

## خلاصه داستان
پاییز است و مانی مادرمرده پس از سال‌ها به دیدار مادر مادربزرگش راهی بیدگاه شده. در پرند به دایی برزو برمی‌خورد و، پس از شبی در اتاقک قهوه‌خانه صابر، با بررزو سوار اسب به بیدگاه می‌رود. خانواده شبانکاره همه در باغ موقوفه قدیمیشان گردآمده‌اند تا به زودی سالگرد تولد پیرزن را جشن بگیرند و شاید بتوانند میراثی یا حقوقی از موقوفه به دست آورند. ایران و خواهرش، رامیان، و شوهر ایران، ارسلان، با مانی بیشتر می‌جوشند. مانی، که پی پول نیست، محبوب نیایش می‌شود. پیرزن که عملاً متولی است، علی‌رغم خواسته زادورودش، می‌خواهد موقوفه را، هرچند زیان‌ده، حفظ کند و دارایی خود را نیز بر آن بیفزاید. ارسلان در گذشته پیشکار پیرزن شده، ولی کارهای موقوفه را آشفته کرده، تریاکی شده، و رامیان را آبستن کرده. شبانکاره‌ها از مانی می‌خواهند میانجی شود تا ایشان به حقوقشان دست‌یابند. ارسلان هم می‌خواهد مانی بارداری رامیان را گردن‌بگیرد. ایران هم می‌خواهد مانی کمک کند تا ارسلان تریاک را کنار بگذارد. پیرزن هم می‌خواهد مانی جلوی بی‌آبرویی رامیان را بگیرد. شبانکاره‌های مهریزی هم شهرت داده‌اند که پیرزن مرده و چشم به حقوقی دارند که ازشان در موقوفه فصل شده. مانی استنکاف می‌کند، ارسلان صبح روز تولد خودش را می‌کشد و فردا رامیان در حال سقط جنین می‌میرد. مانی جسد رامیان را با افسوس رها می‌کند و بیدگاه را ترک می‌کند.